# Julius Kade
Julius Kade (Berlijn, 20 mei 1999) is een Duits voetballer die doorgaans speelt als middenvelder. Hij stroomde in verruilde Wehen Wiesbaden in de zomer van 2024 voor FC Emmen.  

## Clubcarrière

### Hertha BSC
In 2008 maakte Kade de overstap van de amateurvereniging Sportfreunde Kladow naar de jeugd van Hertha BSC. Hier doorliep hij vrijwel alle jeugdteams alvorens hij op 18 maart 2017 zijn debuut maakte bij het tweede elftal van Hertha BSC in de wedstrijd tegen FC Carl Zeiss Jena, die in een 2-2 gelijkspel eindigde. Drie weken later maakte hij zijn debuut in de Bundesliga in de wedstrijd tegen Borussia Mönchengladbach, waarin hij negen minuten voor het einde mocht invallen. Op 7 december maakte hij tegen Östersunds FK zijn debuut in de Europa League. Het bleken zijn enige twee wedstrijden te zijn in het eerste elftal van Hertha. Ook speelde hij dertien wedstrijden voor het tweede elftal, dat uitkwam in de Regionalliga Nordost, waarin vijf keer scoorde.

### Dynamo Dresden
In het seizoen 2019/20 stond hij onder contract bij 1. FC Union Berlin, maar daar kwam hij niet tot zijn debuut. Een jaar later trok hij naar Dynamo Dresden, dat uitkwam in de 3. Liga. In zijn eerste seizoen werd hij met de club kampioen op het derde niveau van Duitsland. Daar had hij met drie goals in dertig wedstrijden een mooi aandeel in. Een niveau hoger, in de 2. Bundesliga, eindigde Dynamo Dresden als zestiende, waardoor er play-offs om promotie en degradatie volgden. Daarin verloor het van 1. FC Kaiserslautern. In zijn derde seizoen bij Dynamo kwam hij minder aan spelen toe, waardoor hij eindigde met 81 wedstrijden en zes goals in drie jaar tijd.

### FC Emmen
Na een seizoen bij SV Wehen Wiesbaden, waar hij slechts negen wedstrijden speelde, tekende Kade in de zomer van 2024 bij FC Emmen. Op 9 augustus maakte hij tegen FC Dordrecht zijn debuut voor de club. Hij maakte de enige Drentse treffer in een 1-2 nederlaag. 

## Clubstatistieken

### Beloften
| Seizoen         | Club            | Competitie           | Competitie | Competitie |
| Seizoen         | Club            | Competitie           | Wed.       | Dlp.       |
| --------------- | --------------- | -------------------- | ---------- | ---------- |
| 2016/17         | Hertha BSC II   | Regionalliga Nordost | 3          | 1          |
| 2017/18         | Hertha BSC II   | Regionalliga Nordost | 2          | 0          |
| 2018/19         | Hertha BSC II   | Regionalliga Nordost | 8          | 4          |
| Beloften totaal | Beloften totaal | Beloften totaal      | 13         | 5          |

### Senioren
| Seizoen         | Club               | Competitie      | Competitie | Competitie | Beker | Beker | Overig | Overig | Totaal | Totaal |
| Seizoen         | Club               | Competitie      | Wed.       | Dlp.       | Wed.  | Dlp.  | Wed.   | Dlp.   | Wed.   | Dlp.   |
| --------------- | ------------------ | --------------- | ---------- | ---------- | ----- | ----- | ------ | ------ | ------ | ------ |
| 2016/17         | Hertha BSC         | Bundesliga      | 1          | 0          | 0     | 0     | –      | –      | 1      | 0      |
| 2017/18         | Hertha BSC         | Bundesliga      | 0          | 0          | 0     | 0     | 1      | 0      | 1      | 0      |
| 2018/19         | Hertha BSC         | Bundesliga      | 0          | 0          | 0     | 0     | –      | –      | 0      | 0      |
| 2019/20         | 1. FC Union Berlin | Bundesliga      | 0          | 0          | 0     | 0     | –      | –      | 0      | 0      |
| 2020/21         | Dynamo Dresden     | 3. Liga         | 30         | 3          | 2     | 0     | –      | –      | 32     | 3      |
| 2021/22         | Dynamo Dresden     | 2. Bundesliga   | 29         | 2          | 2     | 1     | 1      | 0      | 32     | 3      |
| 2022/23         | Dynamo Dresden     | 3. Liga         | 16         | 0          | 1     | 0     | –      | –      | 17     | 0      |
| 2023/24         | Wehen Wiesbaden    | 2. Bundesliga   | 8          | 0          | 1     | 0     | –      | –      | 9      | 0      |
| 2024/25         | FC Emmen           | Eerste Divisie  | 21         | 4          | 0     | 0     | 0      | 0      | 21     | 4      |
| Senioren totaal | Senioren totaal    | Senioren totaal | 105        | 9          | 6     | 1     | 2      | 0      | 113    | 10     |

Bijgewerkt tot en met 5 februari 2025.
1 Hoekstra ·
2 Soares ·
3 Vos ·
4 Te Wierik  ·
5 Geypens ·
6 Mulder ·
7 Rhein ·
8 Bakir ·
10 Hawkins ·
11 Landu ·
12 Quispel ·
14 Van Manen ·
16 Ten Brinke ·
16 Norder ·
16 Wanki ·
17 Hekkert ·
18 Evina ·
20 Kade ·
21 Nunumete ·
22 Martin ·
23 Hammouti ·
24 Nsona ·
26 Wagner ·
27 Schouten ·
28 Jalving ·
34 Bolk ·
38 Unbehaun ·
46 Eduardo ·
Coach: Arts
· Assistent-coach: Hegeman
· Assistent-coach: Van der Linden
· Keeperstrainer: Sulmann